# Allobates sanmartini
Espèce
Synonymes
- Colostethus sanmartini Rivero, Langone & Prigione, 1986

Statut de conservation UICN

 DD  : Données insuffisantes
Allobates sanmartini est une espèce d'amphibiens de la famille des Aromobatidae.

## Répartition
Cette espèce est endémique des environs de l'embouchure du Río Caura dans l'Orénoque dans l'État de Bolívar au Venezuela. Elle se rencontre à 100 m d'altitude.

## Étymologie
Cette espèce est nommée en l'honneur de Pablo Rubens San Martín (1934-1969).

## Publication originale
- Rivero, Langone & Prigioni, 1986 : Anfibios anuros colectados por la expedición del Museo Nacional de Historia Natural de Montevideo al Río Caura, Estado Bolivar, Venezuela; con la descripción de una nueva especie de Colostethus (Dendrobatidae). Comunicaciones Zoologicas del Museo de Historia Natural de Montevideo, vol. 11, p. 1-15.